# Eduard Ludwig Wedekind
Eduard Ludwig Wedekind (* 27. Mai 1804 in Helmstedt; † 18. Februar 1861 in Berlin) war ein deutscher Schulmann, Pädagoge und Historiker.

## Leben
Eduard Wedekind studierte seit 1823 Theologie an der Universität Halle-Wittenberg und war dort Mitglied der Burschenschaft. 1825 setzte er sein Studium an der Universität Göttingen fort. Er wurde Lehrer für Geschichte an der höheren Bürgerschule zu Crossen, Landkreis Crossen, wo er von mindestens 1839 bis mindestens 1855 als Konrektor fungierte.
Er war Mitglied des 1837 gegründeten Vereins für Geschichte der Mark Brandenburg, dessen Organ die Märkischen Forschungen war. Wie aus den Annalen des Vereins hervorgeht, hielt er beispielsweise in der Vereinssitzung vom 12. April 1843 einen Vortrag über die Kastellanei Crossen. Außerdem war er vom 21. August 1850 bis zum 18. Januar 1861 (Streichung) Korrespondierendes Mitglied  der Oberlausitzischen Gesellschaft der Wissenschaften zu Görlitz. In der von der Gesellschaft veröffentlichten Mitgliederliste war er zuletzt unter der laufenden  Nr. 87 verzeichnet. Aus letzterer Gesellschaft schied er 1860 aus, so dass im Versammlungsprotokoll vom 18. Januar 1861 der Gesellschaft festgehalten wurde, dass „Dr. Wedekind in Berlin“ aus dem Mitgliederverzeichnis zu streichen sei.
Wedekind scheint vor 1860 nach Berlin umgezogen zu sein. In einer 1862 von dem seit 1860 amtierenden Rektor Karl Friedrich Petermann verfassten Chronik der höheren Bürgerschule in Crossen wird er nicht erwähnt. Er starb in Berlin im Alter von 55 Jahren an Karbunkeln, wurde am 20. Februar 1861 auf dem Friedhof der evangelischen St.-Markus-Kirche beigesetzt. Er war verheiratet und hinterließ seine Frau und fünf Kinder, von denen zwei noch minderjährig waren.

## Werke (Auswahl)
- Geschichte der Stadt und des Herzogthums Crossen. Mit einer lithographirten Ansicht und einem Grundriß der Stadt. Crossen 1839 (Digitalisat).
- Friedrich der Große, König von Preußen. Eine Jubelschrift zur Feier der Thronbesteigung des großen Königs am 31. Mai 1740. Crossen 1840.
- Kurze Darstellung der Geschichte Schlesiens, mit besonderer Berücksichtigung der Vereinigung mit der Preußischen Monarchie. Crossen 1840.
- Diplomatische Chronik der Immediatstadt Sommerfeld. Crossen 1846.
- Geschichte der Neumark Brandenburg und der derselben inkorporierten Kreise: Lebus, Sternberg, Züllichau, Schwiebus, Krossen und Kottbus. Berlin/Küstrin 1848 (6 Hefte, 556 Seiten).
- Die Geschichte des Jahres 1848. Ein Volksbuch für die Mit- und Nachwelt. Crossen 1849.
- Die Erwerbung der Mark Brandenburg durch das Hohenzollernsche Fürstenhaus i. J. 1411 und 1415. In: Neues Lausitzisches Magazin. Band 29, Görlitz 1852, S. 97-119.
- Geschichte des Johanniter-Ordens. Boheimer Verlag, Leipzig 2008, ISBN 978-3-89094-567-5. Überarbeitung und Zusammenfassung des Buches von Adolf von Winterfeld: Geschichte des Ritterlichen Ordens St. Johannis vom Spital zu Jerusalem. Mit besonderer Berücksichtigung der Ballei Brandenburg oder des Heermeistertums Sonnenburg. Verlag der Deckerschen Geheimen Ober-Hofbuchdruckerei, Berlin 1853 bzw. Martin Berendt, Berlin 1859 (Digitalisat). (Rezension).
  - Neuauflage Europäischer Hochschulverlag GmbH & Co. KG, Bremen 2013
- Quellenmäßige Darstellung der Geschichte des Krieges zwischen dem deutschen Könige und Kaiser Heinrich II. und dem Herzoge Boleslaus Chrobri von Polen von 1002 bis 1018, im Lande zwischen Elbe und Oder. In: Neues Lausitzisches Magazin, Band 32, Görlitz 1855, S. 139–235.
- Sternbergische Kreis-Chronik. Geschichte der Städte, Flecken, Dörfer, Kolonien, Schlösser etc. dieses Landestheiles von der frühesten Vergangenheit bis auf die Gegenwart. Zielenzig 1855 (Digitalisat).
- Geschichte der Grafschaft Glatz. Chronik der Städte, Flecken, Dörfer, Kolonien, Schlösser etc. dieser souveränen Grafschaft von der frühesten Vergangenheit bis auf die Gegenwart. Neurode 1855 (Digitalisat) (Rezension)
- Chronik des ehemaligen Cistercienser-Mönchsklosters und nachherigen Domäinen-Amtes Himmelstädt in der Neumark, aus Urkunden und andern verbürgten Nachrichten. Crossen a/O. 1860 (16 Seiten).